# أليستير ماكدونالد
أليستير ماكدونالد (بالإنجليزية: Alistair Macdonald)‏ هو سياسي بريطاني (وحمل سابقاً جنسية المملكة المتحدة لبريطانيا العظمى وأيرلندا)، ولد في 18 مايو 1925، وتوفي في 6 فبراير 1999. حزبياً، نشط في حزب العمال. في الانتخابات العامة في المملكة المتحدة 1966 ‏، انتخب عضو البرلمان الرابع والأربعون للمملكة المتحدة عن دائرة Chislehurst (UK Parliament constituency) ‏ (31 مارس 1966 – 29 مايو 1970).